# Liste des médaillés aux Jeux olympiques d'été de 1960
Cet article liste les athlètes ayant remporté une médaille aux Jeux olympiques d'été de 1960 à Rome en Italie.

## Athlétisme
| Épreuves          | Or                                                                                  | Argent                                                                                | Bronze                                                                         |
| ----------------- | ----------------------------------------------------------------------------------- | ------------------------------------------------------------------------------------- | ------------------------------------------------------------------------------ |
| Hommes            |                                                                                     |                                                                                       |                                                                                |
| 100 m             | Armin Hary (EUA)                                                                    | David Sime (USA)                                                                      | Peter Radford (GBR)                                                            |
| 200 m             | Livio Berruti (ITA)                                                                 | Lester Carney (USA)                                                                   | Abdoulaye Seye (FRA)                                                           |
| 400 m             | Otis Davis (USA)                                                                    | Carl Kaufmann (EUA)                                                                   | Malcolm Clive Spence (RSA)                                                     |
| 800 m             | Peter Snell (NZL)                                                                   | Roger Moens (BEL)                                                                     | George Kerr (BWI)                                                              |
| 1 500 m           | Herb Elliott (AUS)                                                                  | Michel Jazy (FRA)                                                                     | István Rózsavölgyi (HUN)                                                       |
| 5 000 m           | Murray Halberg (NZL)                                                                | Hans Grodotzki (EUA)                                                                  | Kazimierz Zimny (POL)                                                          |
| 10 000 m          | Pyotr Bolotnikov (URS)                                                              | Hans Grodotzki (EUA)                                                                  | David Power (AUS)                                                              |
| Marathon          | Abebe Bikila (ETH)                                                                  | Abdeslam Radi (MAR)                                                                   | Barry Magee (NZL)                                                              |
| 110 m haies       | Lee Calhoun (USA)                                                                   | Willie May (USA)                                                                      | Hayes Jones (USA)                                                              |
| 400 m haies       | Glenn Davis (USA)                                                                   | Clifton Cushman (USA)                                                                 | Richard Howard (USA)                                                           |
| 3 000 m steeple   | Zdzisław Krzyszkowiak (POL)                                                         | Nikolay Sokolov (URS)                                                                 | Semyon Rzhishchin (URS)                                                        |
| Relais 4 × 100 m  | Équipe unifiée d'Allemagne Bernd Cullmann Armin Hary Martin Lauer Walter Mahlendorf | Union soviétique Leonid Bartenyev Yuriy Konovalov Gusman Kosanov Edvin Ozolin         | Grande-Bretagne David Jones Peter Radford David Segal Nick Whitehead           |
| Relais 4 × 400 m  | États-Unis Glenn Davis Otis Davis Jack Yerman Earl Young                            | Équipe unifiée d'Allemagne Johannes Kaiser Carl Kaufmann Manfred Kinder Joachim Reske | Indes occidentales Keith Gardner George Kerr Malcolm Spence James Wedderburn   |
| 20 km marche      | Volodymyr Holubnychy (URS)                                                          | Noel Freeman (AUS)                                                                    | Stan Vickers (GBR)                                                             |
| 50 km marche      | Don Thompson (GBR)                                                                  | John Ljunggren (SWE)                                                                  | Abdon Pamich (ITA)                                                             |
| Saut en hauteur   | Robert Shavlakadze (URS)                                                            | Valeriy Brumel (URS)                                                                  | John Thomas (USA)                                                              |
| Saut en longueur  | Ralph Boston (USA)                                                                  | Bo Roberson (USA)                                                                     | Igor Ter-Ovanessian (URS)                                                      |
| Saut à la perche  | Don Bragg (USA)                                                                     | Ron Morris (USA)                                                                      | Eeles Landström (FIN)                                                          |
| Triple saut       | Józef Szmidt (POL)                                                                  | Vladimir Goryayev (URS)                                                               | Vitold Kreyer (URS)                                                            |
| Lancer du poids   | William Henry Nieder (USA)                                                          | Parry O'Brien (USA)                                                                   | Dallas Long (USA)                                                              |
| Lancer du disque  | Al Oerter (USA)                                                                     | Rink Babka (USA)                                                                      | Richard Cochran (USA)                                                          |
| Lancer du marteau | Vasiliy Rudenkov (URS)                                                              | Gyula Zsivótzky (HUN)                                                                 | Tadeusz Rut (POL)                                                              |
| Lancer du javelot | Viktor Tsybulenko (URS)                                                             | Walter Krüger (EUA)                                                                   | Gergely Kulcsár (HUN)                                                          |
| Décathlon         | Rafer Johnson (USA)                                                                 | Yang Chuan-Kwang (TPE)                                                                | Vasiliy Kuznetsov (URS)                                                        |
| Femmes            |                                                                                     |                                                                                       |                                                                                |
| 100 m             | Wilma Rudolph (USA)                                                                 | Dorothy Hyman (GBR)                                                                   | Giuseppina Leone (ITA)                                                         |
| 200 m             | Wilma Rudolph (USA)                                                                 | Jutta Heine (EUA)                                                                     | Dorothy Hyman (GBR)                                                            |
| 800 m             | Ludmila Shevtsova (URS)                                                             | Brenda Jones (AUS)                                                                    | Ursula Donath (EUA)                                                            |
| 80 m haies        | Irina Press (URS)                                                                   | Carole Quinton (GBR)                                                                  | Gisela Birkemeyer (EUA)                                                        |
| Relais 4 × 100 m  | États-Unis Martha Hudson Barbara Jones Wilma Rudolph Lucinda Williams               | Équipe unifiée d'Allemagne Anni Biechl Jutta Heine Brunhilde Hendrix Martha Langbein  | Pologne Barbara Janiszewska Celina Jesionowska Halina Richter Teresa Wieczorek |
| Saut en hauteur   | Iolanda Balaș (ROU)                                                                 | Jarosława Jóźwiakowska (POL) Dorothy Shirley (GBR)                                    |                                                                                |
| Saut en longueur  | Vera Krepkina (URS)                                                                 | Elżbieta Krzesińska (POL)                                                             | Hildrun Claus (EUA)                                                            |
| Lancer du poids   | Tamara Press (URS)                                                                  | Johanna Lüttge (EUA)                                                                  | Earlene Brown (USA)                                                            |
| Lancer du disque  | Nina Romashkova (URS)                                                               | Tamara Press (URS)                                                                    | Lia Manoliu (ROU)                                                              |
| Lancer du javelot | Elvīra Ozoliņa (URS)                                                                | Dana Zátopková (TCH)                                                                  | Birutė Kalėdienė (URS)                                                         |

## Aviron
| Épreuves            | Or | Argent | Bronze |
| ------------------- | --- | --- | --- |
| Hommes              | | | |
| Skiff               | Vyacheslav Ivanov (URS) | Achim Hill (EUA) | Teodor Kocerka (POL) |
| Deux de couple      | Tchécoslovaquie Václav Kozák Pavel Schmidt | Union soviétique Aleksandr Berkutov Yuriy Tyukalov                                                                                     | Suisse Ernst Hürlimann Rolf Larcher |
| Deux sans barreur   | Union soviétique Valentin Boreïko Oleg Golovanov | Autriche Josef Kloimstein Alfred Sageder                                                                                               | Finlande Veli Lehtelä Toimi Pitkänen |
| Quatre sans barreur | États-Unis Arthur Ayrault Ted Nash John Sayre Rusty Wailes | Italie Tullio Baraglia Renato Bosatta Giancarlo Crosta Giuseppe Galante                                                                | Union soviétique Igor Akhremchik Yuri Bachurov Valentin Morkovkin Anatoly Tarabrin                                                           |
| Deux avec barreur   | Équipe unifiée d'Allemagne Bernhard Knubel Karl Renneberg Klaus Zerta                                                                                                | Union soviétique Antanas Bagdonavičius Zigmas Jukna Igor Rudakov                                                                       | États-Unis Richard Draeger Conn Findlay Kent Mitchell                                                                                        |
| Quatre avec barreur | Équipe unifiée d'Allemagne Gerd Cintl Horst Effertz Jürgen Litz Michael Obst Klaus Riekemann                                                                         | France Robert Dumontois Jean Klein Claude Martin Jacques Morel Guy Nosbaum                                                             | Italie Fulvio Balatti Romano Sgheiz Ivo Stefanoni Franco Trincavelli Giovanni Zucchi                                                         |
| Huit                | Équipe unifiée d'Allemagne Klaus Bittner Karl-Heinz Hopp Hans Lenk Willi Padge Manfred Rulffs Frank Schepke Kraft Schepke Walter Schröder Karl-Heinrich von Groddeck | Canada David Anderson Donald Arnold Sohen Biln Walter D'Hondt Nelson Kuhn John Lecky Archibald MacKinnon William McKerlich Glen Mervyn | Tchécoslovaquie Bohumil Janoušek Jan Jindra Miroslav Koníček Jiří Lundák Stanislav Lusk Václav Pavkovič Luděk Pojezný Jan Švéda Josef Věntus |

## Basket-ball
| Épreuves         | Or | Argent | Bronze |
| ---------------- | --- | --- | --- |
| Tournoi masculin | États-Unis Jay Arnette Walt Bellamy Bob Boozer Terry Dischinger Burdie Haldorson Darrall Imhoff Allen Kelley Lester Lane Jerry Lucas Oscar Robertson Adrian Smith Jerry West | Union soviétique Yury Korneev Jānis Krūmiņš Guram Minaschvili Valdis Muižnieks Cēzars Ozers Aleksandr Petrov Michail Semyonov Vladimir Ugrekhelidze Maigonis Valdmanis Albert Valtin Gennadi Volnov Viktor Zubkov | Brésil Edson Bispo dos Santos Moysés Blás Waldemar Blatskauskas Zenny de Azevedo Carmo de Souza Carlos Domingos Massoni Waldyr Geraldo Boccardo Wlamir Marques Amaury Pasos Fernando Pereira de Freitas Antônio Salvador Sucar Jatyr Eduardo Schall |

## Boxe
| Épreuves                            | Or                       | Argent                       | Bronze                       |
| ----------------------------------- | ------------------------ | ---------------------------- | ---------------------------- |
| Hommes                              |                          |                              |                              |
| Poids mouches Moins de 51 kg        | Gyula Török (HUN)        | Sergei Sivko (URS)           | Abdel Moneim El-Guindi (EGY) |
| Poids mouches Moins de 51 kg        | Gyula Török (HUN)        | Sergei Sivko (URS)           | Kiyoshi Tanabe (JPN)         |
| Poids coqs Moins de 54 kg           | Oleg Grigoriev (URS)     | Primo Zamparini (ITA)        | Brunon Bendig (POL)          |
| Poids coqs Moins de 54 kg           | Oleg Grigoriev (URS)     | Primo Zamparini (ITA)        | Oliver Taylor (AUS)          |
| Poids plumes Moins de 57 kg         | Francesco Musso (ITA)    | Jerzy Adamski (POL)          | Jorma Limmonen (FIN)         |
| Poids plumes Moins de 57 kg         | Francesco Musso (ITA)    | Jerzy Adamski (POL)          | William Meyers (RSA)         |
| Poids légers Moins de 60 kg         | Kazimierz Paździor (POL) | Sandro Lopopolo (ITA)        | Abel Laudonio (ARG)          |
| Poids légers Moins de 60 kg         | Kazimierz Paździor (POL) | Sandro Lopopolo (ITA)        | Richard McTaggart (GBR)      |
| Poids super-légers Moins de 63,5 kg | Bohumil Němeček (TCH)    | Clement Quartey (GHA)        | Quincey Daniels (USA)        |
| Poids super-légers Moins de 63,5 kg | Bohumil Němeček (TCH)    | Clement Quartey (GHA)        | Marian Kasprzyk (POL)        |
| Poids welters Moins de 67 kg        | Nino Benvenuti (ITA)     | Yuriy Radonyak (URS)         | Leszek Drogosz (POL)         |
| Poids welters Moins de 67 kg        | Nino Benvenuti (ITA)     | Yuriy Radonyak (URS)         | Jim Lloyd (GBR)              |
| Poids super-welters Moins de 71 kg  | Wilbert McClure (USA)    | Carmelo Bossi (ITA)          | William Fisher (GBR)         |
| Poids super-welters Moins de 71 kg  | Wilbert McClure (USA)    | Carmelo Bossi (ITA)          | Boris Lagutin (URS)          |
| Poids moyens Moins de 75 kg         | Eddie Crook Jr. (USA)    | Tadeusz Walasek (POL)        | Yevgeniy Feofanov (URS)      |
| Poids moyens Moins de 75 kg         | Eddie Crook Jr. (USA)    | Tadeusz Walasek (POL)        | Ion Monea (ROU)              |
| Poids mi-lourds Moins de 81 kg      | Cassius Clay (USA)       | Zbigniew Pietrzykowski (POL) | Anthony Madigan (AUS)        |
| Poids mi-lourds Moins de 81 kg      | Cassius Clay (USA)       | Zbigniew Pietrzykowski (POL) | Giulio Saraudi (ITA)         |
| Poids lourds Plus de 81 kg          | Franco De Piccoli (ITA)  | Daan Bekker (RSA)            | Josef Němec (TCH)            |
| Poids lourds Plus de 81 kg          | Franco De Piccoli (ITA)  | Daan Bekker (RSA)            | Günter Siegmund (EUA)        |

## Canoë-kayak
| Épreuves          | Or                                                                                     | Argent                                                            | Bronze                                                         |
| ----------------- | -------------------------------------------------------------------------------------- | ----------------------------------------------------------------- | -------------------------------------------------------------- |
| Hommes            |                                                                                        |                                                                   |                                                                |
| C1 1 000 m        | János Parti (HUN)                                                                      | Aleksandr Silayev (URS)                                           | Leon Rotman (ROU)                                              |
| C2 1 000 m        | Union soviétique Leonid Geishtor Serhiy Makarenko                                      | Italie Aldo Dezi Francesco La Macchia                             | Hongrie Imre Farkas András Törő                                |
| K1 1 000 m        | Erik Hansen (DEN)                                                                      | Imre Szöllősi (HUN)                                               | Gert Fredriksson (SWE)                                         |
| K2 1 000 m        | Suède Gert Fredriksson Sven-Olov Sjödelius                                             | Hongrie György Mészáros András Szente                             | Pologne Stefan Kapłaniak Władysław Zieliński                   |
| K1 Relais 4×500 m | Équipe unifiée d'Allemagne Dieter Krause Paul Lange Günter Perleberg Friedhelm Wentzke | Hongrie Imre Kemecsey György Mészáros András Szente Imre Szöllősi | Danemark Erik Hansen Arne Höyer Erling Jessen Helmuth Sörensen |
| Femmes            |                                                                                        |                                                                   |                                                                |
| K1 500 m          | Antonina Seredina (URS)                                                                | Therese Zenz (EUA)                                                | Daniela Walkowiak (POL)                                        |
| K2 500 m          | Union soviétique Antonina Seredina Mariya Shubina                                      | Équipe unifiée d'Allemagne Ingrid Hartmann Therese Zenz           | Hongrie Vilma Egresi Klára Fried-Bánfalvi                      |

## Cyclisme

### Piste
| Épreuves              | Or                                                            | Argent                                                                                  | Bronze                                                                             |
| --------------------- | ------------------------------------------------------------- | --------------------------------------------------------------------------------------- | ---------------------------------------------------------------------------------- |
| Hommes                |                                                               |                                                                                         |                                                                                    |
| Kilomètre             | Sante Gaiardoni (ITA)                                         | Dieter Gieseler (EUA)                                                                   | Rostislav Vargashkine (URS)                                                        |
| Vitesse individuelle  | Sante Gaiardoni (ITA)                                         | Leo Sterckx (BEL)                                                                       | Valentino Gasparella (ITA)                                                         |
| Tandem                | Italie Giuseppe Beghetto Sergio Bianchetto                    | Équipe unifiée d'Allemagne Jürgen Simon Lothar Stäber                                   | Union soviétique Vladimir Leonov Boris Vassiliev                                   |
| Poursuite par équipes | Italie Luigi Arienti Franco Testa Mario Vallotto Marino Vigna | Équipe unifiée d'Allemagne Bernd Barleben Peter Gröning Manfred Klieme Siegfried Köhler | Union soviétique Arnold Belgardt Leonid Kolumbet Stanislav Moskvine Viktor Romanov |

### Route
| Épreuves                     | Or                                                                   | Argent                                                                            | Bronze                                                                         |
| ---------------------------- | -------------------------------------------------------------------- | --------------------------------------------------------------------------------- | ------------------------------------------------------------------------------ |
| Hommes                       |                                                                      |                                                                                   |                                                                                |
| Course en ligne              | Viktor Kapitonov (URS)                                               | Livio Trapè (ITA)                                                                 | Willy Vanden Berghen (BEL)                                                     |
| Contre-la-montre par équipes | Italie Antonio Bailetti Ottavio Cogliati Giacomo Fornoni Livio Trapè | Équipe unifiée d'Allemagne Egon Adler Gustav-Adolf Schur Erich Hagen Günter Lörke | Union soviétique Viktor Kapitonov Evgeni Klevtzov Youri Melikhov Alexeï Petrov |

## Équitation
| Épreuves                     | Or | Argent                                                                                                   | Bronze                                                                                         |
| ---------------------------- | --- | --- | ---------------------------------------------------------------------------------------------- |
| Concours complet individuel  | Lawrence Morgan (AUS) sur Salad Days                                                                              | Neale Lavis (AUS) sur Mirrabooka                                                                         | Anton Bühler (SUI) sur Gay-spark                                                               |
| Concours complet par équipes | Australie Neale Lavis sur Mirrabooka Lawrence Morgan sur Salad Days Bill Roycroft sur Our Solo                    | Suisse Anton Bühler sur Gay-spark Rudolf Günthardt sur Atbara Hans Schwarzenbach sur Burn Trout          | France Guy Lefrant sur Nicias Jack Le Goff sur Image Jéhan Le Roy sur Garden                   |
| Dressage individuel          | Sergueï Filatov (URS) sur Absent                                                                                  | Gustav Fischer (SUI) sur Wald                                                                            | Josef Neckermann (EUA) sur Asbach                                                              |
| Saut d'obstacles individuel  | Raimondo D'Inzeo (ITA) sur Posillipo                                                                              | Piero D'Inzeo (ITA) sur The Rock                                                                         | David Broome (GBR) sur Sunsalve                                                                |
| Saut d'obstacles par équipes | Équipe unifiée d'Allemagne Alwin Schockemöhle sur Ferdl Fritz Thiedemann sur Meteor Hans Günter Winkler sur Halla | États-Unis Frank Chapot sur Trail Guide George H. Morris sur Sinjon William Steinkraus sur Ksar d'Esprit | Italie Piero D'Inzeo sur The Rock Raimondo D'Inzeo sur Posillipo Antonio Oppes sur The Scholar |

## Escrime
| Épreuves            | Or | Argent                                                                                                | Bronze |
| ------------------- | --- | --- | --- |
| Hommes              | | | |
| Épée individuelle   | Giuseppe Delfino (ITA) | Allan Jay (GBR)                                                                                       | Bruno Habārovs (URS)                                                                                      |
| Épée par équipes    | Italie Giuseppe Delfino Edoardo Mangiarotti Fiorenzo Marini Carlo Pavesi Alberto Pellegrino Gianluigi Saccaro                                | Grande-Bretagne Michael Alexander Raymond Harrison Bill Hoskyns Michael Howard Allan Jay John Pelling | Union soviétique Valentin Chernikov Arnold Chernushevich Bruno Habārovs Guram Kostava Aleksandr Pavlovski |
| Fleuret individuel  | Viktor Zhdanovich (URS) | Yuriy Sisikin (URS)                                                                                   | Albert Axelrod (USA)                                                                                      |
| Fleuret par équipes | Union soviétique Mark Midler Yuriy Rudov Yuriy Sisikin German Sveshnikov Viktor Zhdanovich                                                   | Italie Aldo Aureggi Luigi Carpaneda Mario Curletto Edoardo Mangiarotti Alberto Pellegrino             | Équipe unifiée d'Allemagne Jürgen Brecht Tim Gerresheim Eberhard Mehl Jürgen Theuerkauff                  |
| Sabre individuel    | Rudolf Kárpáti (HUN) | Zoltán Horváth (HUN)                                                                                  | Wladimiro Calarese (ITA)                                                                                  |
| Sabre par équipes   | Hongrie Gábor Delneky Aladár Gerevich Zoltán Horváth Rudolf Kárpáti Pál Kovács Tamás Mendelényi                                              | Pologne Marian Kuszewski Emil Ochyra Jerzy Pawłowski Andrzej Piątkowski Wojciech Zabłocki Ryszard Zub | Italie Giampaolo Calanchini Wladimiro Calarese Pierluigi Chicca Roberto Ferrari Mario Ravagnan            |
| Femmes              | | | |
| Fleuret individuel  | Heidi Schmid (EUA) | Valentina Rastvorova (URS)                                                                            | Maria Vicol (ROU)                                                                                         |
| Fleuret par équipes | Union soviétique Lioudmila Chichova Galina Gorokhova Tatyana Petrenko-Samusenko Valentina Prudskova Valentina Rastvorova Aleksandra Zabelina | Hongrie Lídia Dömölky Katalin Juhasz Györgyi Marvalics-Székely Magdolna Nyári-Kovács Ildikó Rejtő     | Italie Irene Camber Velleda Cesari Bruna Colombetti Claudia Pasini Antonella Ragno-Lonzi                  |

## Football
| Épreuves         | Or | Argent | Bronze |
| ---------------- | --- | --- | --- |
| Tournoi masculin | Yougoslavie Andrija Anković Zvonko Bego Vladimir Durković Milan Galić Fahrudin Jusufi Tomislav Knez Bora Kostić Aleksandar Kozlina Dušan Maravić Željko Matuš Žarko Nikolić Željko Perušić Novak Roganović Velimir Sombolac Milutin Šoškić Silvester Takač Blagoje Vidinić Ante Žanetić | Danemark Poul Andersen John Danielsen Henning Enoksen Henry From Erik Gaardhøje Bent Hansen Jørgen Hansen Henning Helbrandt Poul Jensen Bent Krog Erling Linde Larsen Poul Mejer Flemming Nielsen Hans Christian Nielsen Harald Nielsen Poul Pedersen Joern Soerensen Finn Sterobo Tommy Troelsen | Hongrie Flórián Albert Jenő Dalnoki Zoltán Dudás János Dunai Lajos Faragó János Göröcs Ferenc Kovács Kálmán Mészöly Dezső Novák Pál Orosz László Pál Tibor Pál Gyula Rákosi Imre Sátori Ernő Solymosi Antal Szentmihályi Gábor Török Pál Várhidi Oszkár Vilezsál |

## Gymnastique
| Épreuves                    | Or | Argent | Bronze |
| --------------------------- | --- | --- | --- |
| Hommes                      | | | |
| Concours par équipes        | Japon Nobuyuki Aihara Yukio Endō Takashi Mitsukuri Takashi Ono Masao Takemoto Shuji Tsurumi                          | Union soviétique Albert Azaryan Valery Kerdemilidi Nikolai Miligulo Vladimir Portnoi Boris Shakhlin Yuri Titov | Italie Giovanni Carminucci Pasquale Carminucci Gianfranco Marzolla Franco Menichelli Orlando Polmonari Angelo Vicardi |
| Concours général individuel | Boris Shakhlin (URS)                                                                                                 | Takashi Ono (JPN)                                                                                              | Yuri Titov (URS) |
| Anneaux                     | Albert Azaryan (URS)                                                                                                 | Boris Shakhlin (URS)                                                                                           | Velik Kapsazov (BUL) Takashi Ono (JPN)                                                                                |
| Barre fixe                  | Takashi Ono (JPN) | Masao Takemoto (JPN)                                                                                           | Boris Shakhlin (URS)                                                                                                  |
| Barres parallèles           | Boris Shakhlin (URS)                                                                                                 | Giovanni Carminucci (ITA)                                                                                      | Takashi Ono (JPN) |
| Cheval d'arçon              | Eugen Ekman (FIN) Boris Shakhlin (URS)                                                                               | | Shuji Tsurumi (JPN)                                                                                                   |
| Saut de cheval              | Boris Shakhlin (URS) Takashi Ono (JPN)                                                                               | | Vladimir Portnoi (URS)                                                                                                |
| Sol                         | Nobuyuki Aihara (JPN)                                                                                                | Yuri Titov (URS)                                                                                               | Franco Menichelli (ITA)                                                                                               |
| Femmes                      | | | |
| Concours par équipes        | Union soviétique Polina Astakhova Lidia Ivanova Larissa Latynina Tamara Lyukhina Sofia Mouratova Margarita Nikolaeva | Tchécoslovaquie Eva Bosáková Věra Čáslavská Matylda Matoušková Hana Růžičková Ludmila Švédová Adolfina Tačová  | Roumanie Sonia Inovan Atanasia Ionescu Elena Leușteanu Elena Niculescu Uta Poreceanu Emilia Vătășoiu-Liță             |
| Concours général individuel | Larissa Latynina (URS)                                                                                               | Sofia Mouratova (URS)                                                                                          | Polina Astakhova (URS)                                                                                                |
| Barres asymétriques         | Polina Astakhova (URS)                                                                                               | Larissa Latynina (URS)                                                                                         | Tamara Lyukhina (URS)                                                                                                 |
| Poutre                      | Eva Bosáková (TCH)                                                                                                   | Larissa Latynina (URS)                                                                                         | Sofia Mouratova (URS)                                                                                                 |
| Saut de cheval              | Margarita Nikolaeva (URS)                                                                                            | Sofia Mouratova (URS)                                                                                          | Larissa Latynina (URS)                                                                                                |
| Sol                         | Larissa Latynina (URS)                                                                                               | Polina Astakhova (URS)                                                                                         | Tamara Lyukhina (URS)                                                                                                 |

## Haltérophilie
| Épreuves         | Or                      | Argent                 | Bronze                     |
| ---------------- | ----------------------- | ---------------------- | -------------------------- |
| Hommes           |                         |                        |                            |
| Moins de 56 kg   | Charles Vinci (USA)     | Yoshinobu Miyake (JPN) | Ismail Elm Khah (IRI)      |
| Moins de 60 kg   | Yevgeny Minayev (URS)   | Isaac Berger (USA)     | Sebastiano Mannironi (ITA) |
| Moins de 67,5 kg | Viktor Bushuev (URS)    | Tan Howe Liang (SIN)   | Abdul Wahid Aziz (KOR)     |
| Moins de 75 kg   | Aleksandr Kurynov (URS) | Tommy Kono (USA)       | Győző Veres (HUN)          |
| Moins de 82,5 kg | Ireneusz Paliński (POL) | James George (USA)     | Jan Bochenek (POL)         |
| Moins de 90 kg   | Arkadi Vorobyev (URS)   | Trofim Lomakin (URS)   | Louis Martin (GBR)         |
| Plus de 90 kg    | Yury Vlasov (URS)       | James Bradford (USA)   | Norbert Schemansky (USA)   |

## Hockey sur gazon
| Épreuves         | Or | Argent | Bronze |
| ---------------- | --- | --- | --- |
| Tournoi masculin | Pakistan Bashir Ahmad Mushtaq Ahmad Noor Alam Khursheed Aslam Manzoor Hussain Atif Naseer Bunda Munir Dar Abdul Hamid Abdul Rashid Abdul Waheed Anwar Khan Habib Ali Kiddie Motiullah Ghulam Rasul | Inde Joseph Antic Leslie Claudius Jaman Lal Sharma Mohinder Lal Shankar Lakshman John Peter Govind Sawant Raghbir Singh Bhola Balkishan Singh Charanjit Singh Jaswant Singh Joginder Singh Prithipal Singh Udham Singh | Espagne Pedro Amat Francisco Caballer Juan Calzado José Colomer Carlos del Coso José Dinarés Eduardo Dualde Joaquín Dualde Rafael Egusquiza Ignacio Macaya Pedro Murúa Pedro Roig Luis Usoz Narciso Ventalló |

## Lutte

### Gréco-romaine
| Épreuves       | Or                       | Argent                     | Bronze                     |
| -------------- | ------------------------ | -------------------------- | -------------------------- |
| Hommes         |                          |                            |                            |
| Moins de 52 kg | Dumitru Pârvulescu (ROU) | Osman el-Sayed (EGY)       | Mohammad Paziraei (IRI)    |
| Moins de 57 kg | Oleg Karavayev (URS)     | Ion Cernea (ROU)           | Dinko Petrov (BUL)         |
| Moins de 62 kg | Müzahir Sille (TUR)      | Imre Polyák (HUN)          | Konstantin Vyrupayev (URS) |
| Moins de 67 kg | Avtandil Koridze (URS)   | Branislav Martinović (YUG) | Gustav Freij (SWE)         |
| Moins de 73 kg | Mithat Bayrak (TUR)      | Günther Maritschnigg (EUA) | René Schiermeyer (FRA)     |
| Moins de 79 kg | Dimitar Dobrev (BUL)     | Lothar Metz (EUA)          | Ion Țăranu (ROU)           |
| Moins de 87 kg | Tevfik Kiş (TUR)         | Krali Bimbalov (BUL)       | Givi Kartoziya (URS)       |
| Plus de 87 kg  | Ivan Bohdan (URS)        | Wilfried Dietrich (EUA)    | Bohumil Kubát (TCH)        |

### Libre
| Épreuves       | Or                       | Argent                   | Bronze                    |
| -------------- | ------------------------ | ------------------------ | ------------------------- |
| Hommes         |                          |                          |                           |
| Moins de 52 kg | Ahmet Bilek (TUR)        | Masayuki Matsubara (JPN) | Ebrahim Seifpour (IRI)    |
| Moins de 57 kg | Terrence McCann (USA)    | Nezhdet Zalev (BUL)      | Tadeusz Trojanowski (POL) |
| Moins de 62 kg | Mustafa Dağıstanlı (TUR) | Stancho Ivanov (BUL)     | Vladimir Rubashvili (URS) |
| Moins de 67 kg | Shelby Wilson (USA)      | Vladimir Sinyavsky (URS) | Enyu Valchev (BUL)        |
| Moins de 73 kg | Douglas Blubaugh (USA)   | İsmail Ogan (TUR)        | Muhammad Bashir (PAK)     |
| Moins de 79 kg | Hasan Güngör (TUR)       | Georgi Skhirtladze (URS) | Hans Antonsson (SWE)      |
| Moins de 87 kg | İsmet Atlı (TUR)         | Gholamreza Takhti (IRI)  | Anatoliy Albul (URS)      |
| Plus de 87 kg  | Wilfried Dietrich (EUA)  | Hamit Kaplan (TUR)       | Savkuz Dzarasov (URS)     |

## Natation
| Épreuves                    | Or                                                                   | Argent                                                              | Bronze                                                                                 |
| --------------------------- | -------------------------------------------------------------------- | ------------------------------------------------------------------- | -------------------------------------------------------------------------------------- |
| Hommes                      |                                                                      |                                                                     |                                                                                        |
| 100 m nage libre            | John Devitt (AUS)                                                    | Lance Larson (USA)                                                  | Manuel dos Santos (BRA)                                                                |
| 400 m nage libre            | Murray Rose (AUS)                                                    | Tsuyoshi Yamanaka (JPN)                                             | John Konrads (AUS)                                                                     |
| 1 500 m nage libre          | John Konrads (AUS)                                                   | Murray Rose (AUS)                                                   | George Breen (USA)                                                                     |
| 100 m dos                   | David Theile (AUS)                                                   | Frank McKinney (USA)                                                | Robert Bennett (USA)                                                                   |
| 200 m brasse                | William Mulliken (USA)                                               | Yoshihiko Osaki (JPN)                                               | Wieger Mensonides (NED)                                                                |
| 200 m papillon              | Mike Troy (USA)                                                      | Neville Hayes (AUS)                                                 | David Gillanders (USA)                                                                 |
| Relais 4 × 200 m nage libre | États-Unis Richard Blick Jeffrey Farrell George Harrison Mike Troy   | Japon Makoto Fukui Tatsuo Fujimoto Hiroshi Ishii Tsuyoshi Yamanaka  | Australie John Devitt David Dickson John Konrads Murray Rose                           |
| Relais 4 × 100 m 4 nages    | États-Unis Jeffrey Farrell Paul Hait Lance Larson Frank McKinney     | Australie Terry Gathercole Neville Hayes Geoff Shipton David Theile | Japon Koichi Hirakida Yoshihiko Osaki Keigo Shimuzu Kazuo Tomita                       |
| Femmes                      |                                                                      |                                                                     |                                                                                        |
| 100 m nage libre            | Dawn Fraser (AUS)                                                    | Chris von Saltza (USA)                                              | Natalie Steward (GBR)                                                                  |
| 400 m nage libre            | Chris von Saltza (USA)                                               | Jane Cederqvist (SWE)                                               | Tineke Lagerberg (NED)                                                                 |
| 100 m dos                   | Lynn Burke (USA)                                                     | Natalie Steward (GBR)                                               | Satoko Tanaka (JPN)                                                                    |
| 200 m brasse                | Anita Lonsbrough (GBR)                                               | Wiltrud Urselmann (EUA)                                             | Barbara Göbel (EUA)                                                                    |
| 100 m papillon              | Carolyn Schuler (USA)                                                | Marianne Heemskerk (NED)                                            | Janice Andrew (AUS)                                                                    |
| Relais 4 × 100 m nage libre | États-Unis Joan Spillane Shirley Stobs Chris von Saltza Carolyn Wood | Australie Alva Colquhoun Lorraine Crapp Dawn Fraser Ilsa Konrads    | Équipe unifiée d'Allemagne Ursel Brunner Heidi Pechstein Christel Steffin Gisela Weiss |
| Relais 4 × 100 m 4 nages    | États-Unis Lynn Burke Patty Kempner Carolyn Schuler Chris von Saltza | Australie Janice Andrew Dawn Fraser Rosemary Lassig Marilyn Wilson  | Équipe unifiée d'Allemagne Ursel Brunner Bärbel Fuhrmann Ursula Küper Ingrid Schmidt   |

## Pentathlon moderne
| Épreuves    | Or                                            | Argent                                                     | Bronze                                             |
| ----------- | --------------------------------------------- | ---------------------------------------------------------- | -------------------------------------------------- |
| Hommes      |                                               |                                                            |                                                    |
| Individuel  | Ferenc Németh (HUN)                           | Imre Nagy (HUN)                                            | Robert Beck (USA)                                  |
| Par équipes | Hongrie András Balczó Imre Nagy Ferenc Németh | Union soviétique Igor Novikov Hanno Selg Nikolay Tatarinov | États-Unis Robert Beck Jack Daniels George Lambert |

## Plongeon
| Épreuves        | Or                   | Argent                 | Bronze                    |
| --------------- | -------------------- | ---------------------- | ------------------------- |
| Hommes          |                      |                        |                           |
| Tremplin à 3 m  | Gary Tobian (USA)    | Samuel Hall (USA)      | Juan Botella Medina (MEX) |
| Haut-vol à 10 m | Robert Webster (USA) | Gary Tobian (USA)      | Brian Phelps (GBR)        |
| Femmes          |                      |                        |                           |
| Tremplin à 3 m  | Ingrid Krämer (EUA)  | Paula Myers-Pope (USA) | Elizabeth Ferris (GBR)    |
| Haut-vol à 10 m | Ingrid Krämer (EUA)  | Paula Myers-Pope (USA) | Ninel Krutova (URS)       |

## Tir
| Épreuves                     | Or                      | Argent                      | Bronze                    |
| ---------------------------- | ----------------------- | --------------------------- | ------------------------- |
| Mixte                        |                         |                             |                           |
| Carabine à 50 m 3 positions  | Viktor Shamburkin (URS) | Marat Nyýazow (URS)         | Klaus Zähringer (EUA)     |
| Carabine à 50 m tir couché   | Peter Kohnke (EUA)      | James Enoch Hill (USA)      | Enrico Forcella (VEN)     |
| Carabine à 300 m 3 positions | Hubert Hammerer (AUT)   | Hans Rudolf Spillmann (SUI) | Vasili Borisov (URS)      |
| Fosse olympique              | Ion Dumitrescu (ROU)    | Galliano Rossini (ITA)      | Sergei Kalinin (URS)      |
| Pistolet à 25 m tir rapide   | William McMillan (USA)  | Pentti Linnosvuo (FIN)      | Aleksandr Zabelin (URS)   |
| Pistolet à 50 m              | Aleksey Gushchin (URS)  | Makhmud Umarov (URS)        | Yoshihisa Yoshikawa (JPN) |

## Voile
| Épreuves        | Or                                                             | Argent                                                   | Bronze                                                       |
| --------------- | -------------------------------------------------------------- | -------------------------------------------------------- | ------------------------------------------------------------ |
| Hommes          |                                                                |                                                          |                                                              |
| Classe 5,5m JI  | États-Unis James Hunt George O'Day David Smith                 | Danemark William Berntsen Steen Christensen Søren Hancke | Suisse Henri Copponex Pierre Girard Manfred Metzger          |
| Dragon          | Grèce Constantin de Grèce Odysséas Eskitzóglou Geórgios Zaïmis | Argentine Héctor Calegaris Jorge del Río Jorge Salas     | Italie Antonio Ciciliano Antonio Cosentino Giulio De Stefano |
| Finn            | Paul Elvstrøm (DEN)                                            | Aleksander Tšutšelov (URS)                               | André Nelis (BEL)                                            |
| Flying Dutchman | Norvège Bjørn Bergvall Peder Lunde, Jr.                        | Danemark Hans Fogh Ole Erik Petersen                     | Équipe unifiée d'Allemagne Rolf Mulka Ingo von Bredow        |
| Star            | Union soviétique Timir Pinegin Fyodor Shutkov                  | Portugal José Manuel Quina Mário Quina                   | États-Unis Robert Halperin William Parks                     |

## Water-polo
| Épreuves         | Or | Argent | Bronze |
| ---------------- | --- | --- | --- |
| Tournoi masculin | Italie Amedeo Ambron Danio Bardi Giuseppe D'Altrui Salvatore Gionta Giancarlo Guerrini Franco Lavoratori Gianni Lonzi Luigi Mannelli Rosario Parmegiani Eraldo Pizzo Dante Rossi Brunello Spinelli | Union soviétique Viktor Ageyev Givi Chikvanaya Leri Gogoladze Yuriy Grigorovskiy Borys Hoykhman Anatoliy Kartashov Viacheslav Kurennoy Petre Mshvenieradze Vladimir Novikov Evgueni Saltsyn Vladimir Semyonov | Hongrie András Bodnár Ottó Boros Zoltán Dömötör László Felkai Dezső Gyarmati István Hevesi László Jeney Tivadar Kanizsa György Kárpáti András Katona János Konrád Kálmán Markovits Mihály Mayer Péter Rusorán |

## Athlètes les plus médaillés
| Athlète          | Pays             | Sport       | Médaille d'or, Jeux olympiques | Médaille d'argent, Jeux olympiques | Médaille de bronze, Jeux olympiques | Total |
| Boris Shakhlin   | Union soviétique | Gymnastique | 4                              | 2                                  | 1                                   | 7     |
| Larissa Latynina | Union soviétique | Gymnastique | 3                              | 2                                  | 1                                   | 6     |
| Takashi Ono      | Japon            | Gymnastique | 3                              | 1                                  | 2                                   | 6     |
| Chris von Saltza | États-Unis       | Natation    | 3                              | 1                                  | 0                                   | 4     |
| Wilma Rudolph    | États-Unis       | Athlétisme  | 3                              | 0                                  | 0                                   | 3     |
| Polina Astakhova | Union soviétique | Gymnastique | 2                              | 1                                  | 1                                   | 4     |
| Sofia Mouratova  | Union soviétique | Gymnastique | 1                              | 2                                  | 1                                   | 4     |
| Dawn Fraser      | Australie        | Natation    | 1                              | 2                                  | 0                                   | 3     |
| Murray Rose      | Australie        | Natation    | 1                              | 1                                  | 1                                   | 3     |
| Tamara Lyukhina  | Union soviétique | Gymnastique | 1                              | 0                                  | 2                                   | 3     |
| John Konrads     | Australie        | Natation    | 1                              | 0                                  | 2                                   | 3     |
| Yuri Titov       | Union soviétique | Gymnastique | 0                              | 2                                  | 1                                   | 3     |